# Sanad Alsibyani
Sanad Adnan Salem Alsibyani (ar. سند بن عدنان بن سالم الصبياني;ur. 20 kwietnia 2003) – saudyjski zapaśnik walczący w obu stylach.
Srebrny medalista mistrzostw arabskich w 2021 roku.